# Lama castelnaudi
Lama castelnaudi es una especie de mamífero artiodáctilo extinto integrante del género Lama, cuya especie viviente silvestre es denominada guanaco, del cual se asemeja, si bien el taxón fósil era un animal algo más robusto. Este camélido habitó durante el  Pleistoceno en el centro-oeste de América del Sur.  

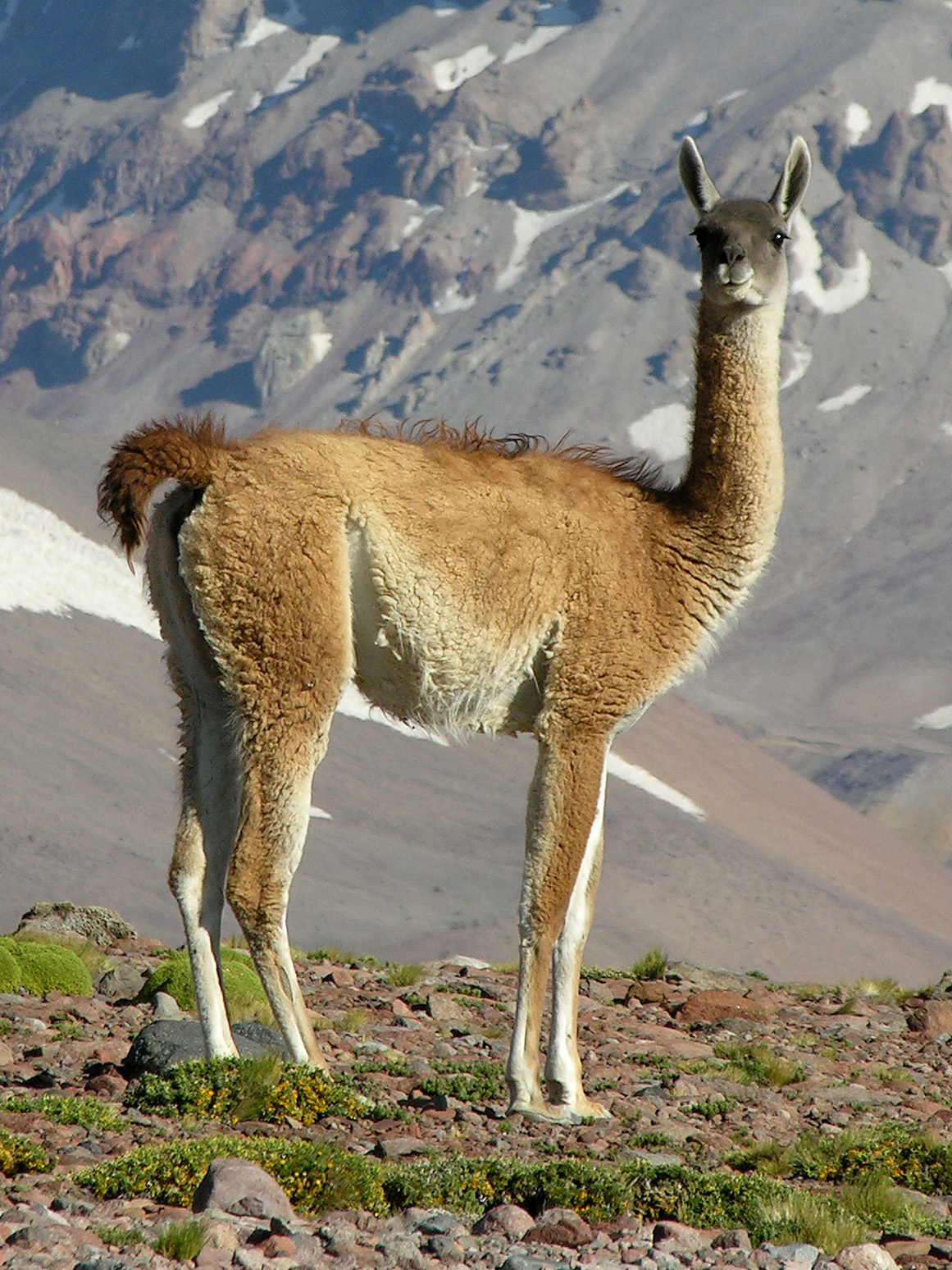
Un ejemplar de guanaco viviente (Lama guanicoe). Lama castelnaudi habría tenido un aspecto similar, aunque algo más robusto.

## Taxonomía
Lama castelnaudi fue descrita originalmente en el año 1855 por el paleontólogo y profesor francés François Louis Paul Gervais, bajo la combinación científica de Auchenia castelnaudi, empleando muestras del departamento de Tarija, en el sur de Bolivia, encontradas por D. H. Weddell.
Sintipos
Los sintipos son un fragmento dentario izquierdo con M1-M3, astrágalo derecho y calcáneo izquierdo. Deberían estar depositados en la “Collection de Vertébrés Fossiles del Muséum National d’Histoire Naturelle”, de la ciudad de París, sin embargo no pudieron ser localizados.
Etimología
Etimológicamente, el término específico castelnaudi es un epónimo que refiere al apellido de la persona a quien fue dedicada, el conde Francis de Laporte de Castelnau, bajo cuya dirección fue realizada la expedición francesa a la América meridional.
Edad atribuida
Las edades postuladas para los estratos portadores son entre el Pleistoceno medio al superior (desde las edades mamífero Ensenadense, Bonaerense y Lujanense), ya que las antigüedades de los sitios fosilíferos de Tarija son discutidas, puesto que aún no se cuenta con alguna precisión estratigráfica como la que pretendía contar MacFadden. La base posee una edad Ensenadense (1 millón de años) pero el espesor de la secuencia varía y como se carecen de datos acerca de dónde proceden con exactitud las piezas recuperadas, en consecuencia estas podrías ser antiguas (del Ensenadense) o más modernas (del Bonaerense).
Distribución
Lama castelnaudi solo fue exhumada en el departamento de Tarija, al sur de Bolivia. Algunas de las localidades donde se recogieron piezas de esta especie son: San Pedro, Pueblo Viejo, Armados, Guaico, Tolomosa, San Blas y Ñuapua. 

### Historia taxonómica
En el año 1920, los paleontólogos M. Boule y A. Thévenin la transfirieron al género Lama (Lama castelnaudi); además, con muestras del Pleistoceno de Tarija, (sur de Bolivia), describieron una variedad: Lama castelnaudi var. prehuanaca, comentando que era un taxón relacionado con la actual vicuña (Vicugna vicugna). El mismo hoy forma parte de la sinonimia de la especie.
En 1930, D. J. López-Aranguren la sinonimizó en Lama glama y la clasificó entre las especies medianas del género. En 1936, C. Rusconi cita a esta especie para el Ensenadense de la Argentina. Las piezas recuperadas serán finalmente asignadas a Lama guanicoe. En 1999 C. Guerin y M. Faure la refieren para Tarija, indicando que esta especie podría ser la forma ancestral del guanaco.
Según la tesis de doctorado de Carolina Saldanha Scherer, esta es una especie válida, la que está limitada a Tarija, en el sur boliviano, debiendo atribuirse a una especie afín, Lama guanicoe, todas las demás citas de otras regiones (por ejemplo la pampa argentina).

## Características diagnósticas
Lama castelnaudi está relacionada con el guanaco (Lama guanicoe), una especie viviente. La especie extinta se diferencia por presentar el húmero más largo; además posee el rádio-cúbito, tibia y metapodiales más gráciles. En los mayores especímenes de L. castelnaudi, este último grupo de huesos presenta longitudes similares a algunas Palaeolama, pero se puede distinguirlos de estas últimas por sus mayores índices de gracilidad.
Lama castelnaudi también se separa de L. guanicoe por poseer el metacarpo más largo que el húmero (siendo al revés en L. guanicoe) y el fémur tiene el mismo largo que la tibia (siendo un poco menor en L. guanicoe)
Comparando índices del metatarso con respecto al fémur en ambas especies, en L. guanicoe es proporcionalmente más corto.
Con respecto a Lama guanicoe, L. castelnaudi posee molares inferiores de mayor tamaño, así como una mayor longitud del M1 y el M2.
Según Ameghino, también se diagnosticaría por presenta un menor tamaño de M3, con el tercer lóbulo de ese diente también pequeño y estilolinguales bien desarrollados, sin embargo estas particularidades fueron desestimadas posteriormente por ser consideradas diferentes estadios de desgaste.